# Aérodrome d'Abbeville
L'aérodrome d'Abbeville (code OACI : LFOI) est un aérodrome ouvert à la circulation aérienne publique (CAP), situé sur le territoire de la commune de Buigny-Saint-Maclou, à 4 km au nord-nord-est d'Abbeville, dans la Somme (région Hauts-de-France, France).
Il est utilisé pour la pratique d'activités de loisirs et de tourisme (aviation légère, dont l'ULM et le planeur), en accueillant notamment plusieurs aéro-clubs. En outre, un site d'aéromodélisme est établi à proximité du terrain.

## Situation

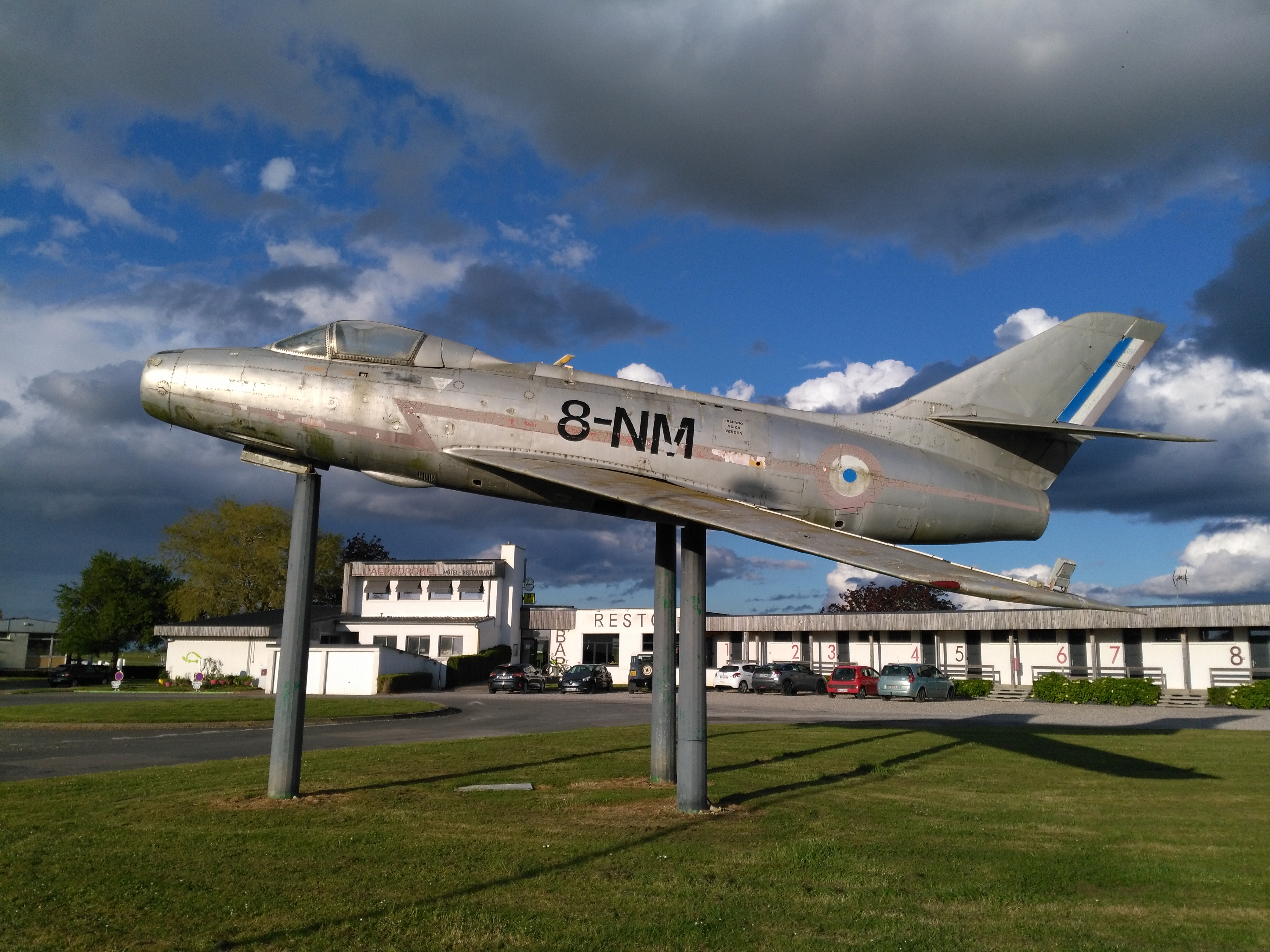
Mystère IV A et motel.

Desservi par l'ancienne route nationale 1, devenue route départementale 1001, l'aérodrome est installé au nord d'Abbeville. L'accès au site se remarque par l'exposition d'un Mystère IV A.
Le terrain est bordé par un motel et une zone d'activité, ainsi que par la ferme des mille vaches.
| Abbeville Albert - Bray Amiens - Glisy Arras - Roclincourt Beauvais - Tillé Berck-sur-Mer Calais - Dunkerque Cambrai - Niergnies Château-Thierry - Belleau Compiègne - Margny Dunkerque - · Les Moëres Laon - Chambry Lens - Bénifontaine Lille - Lesquin Lille - Marcq-en-Barœul Maubeuge - Élesmes Merville - Calonne Montdidier Péronne - Saint-Quentin Le Plessis-Belleville Saint-Inglevert - · Les deux Caps Saint-Omer - Wizernes Saint-Quentin - Roupy Soissons - Courmelles Le Touquet- · Élisabeth II Valenciennes - Denain |

## Histoire
L'aérodrome est aménagé en 1922 à Drucat, en tant que terrain de secours sur la première ligne aérienne commerciale Paris – Londres (ouverte en 1919) ; un radiophare est rapidement implanté à Buigny-Saint-Maclou. L'Aéro-club de la Somme est créé en 1930 par Michel Doré (avec un avion Potez offert par Joseph Sadi-Lecointe), tandis que le terrain est agrandi en 1936 pour des raisons stratégiques. Cécile Doré, épouse de Michel, y a d'ailleurs obtenu le brevet de pilote.
C'est à cette période que Lionel Menut vole à l'aéro-club précité ; par la suite, il meurt au combat dans la région de Königsberg en janvier 1945, alors qu'il était membre de l'escadrille Normandie-Niémen. Une plaque en son honneur a été ultérieurement installée à l'aérodrome d'Abbeville,.
Pendant la Seconde Guerre mondiale, le site est d'abord utilisé par la Royal Air Force (RAF) en 1939, puis par l'occupant allemand. Ce dernier construit en 1941 trois grandes pistes en dur (chacune ayant pour dimensions 1 600 m × 50 m), équipées d'un système de drainage ; de nombreuses installations afférentes sont alors mises en place, telles que des hangars (dont certains sont dissimulés dans les bois près de Drucat et du Plessiel) et des casernements enterrés. L'aérodrome est bombardé à plusieurs reprises par les Alliés, notamment par la RAF dont les pilotes craignaient de devoir mener un combat aérien face aux Abbeville Boys.
Entre 1960 et 1964, le terrain est transféré à Buigny-Saint-Maclou, tandis qu'un motel avec restaurant, ainsi qu'une station-service, s'installent à ses abords (dans le cadre d'une « station air-route »),.
Après une décision prise en 2016, répondant à une directive européenne visant à réduire le nombre de points de passage frontaliers (PPF), l'État retire le statut de PPF à l'aérodrome. Ce statut permettait au site d'accueillir des pilotes — notamment de nombreux Anglais — issus d'un pays ne faisant pas partie de l'espace Schengen, grâce à la présence ponctuelle des douanes (dont le poste d'Abbeville est par ailleurs supprimé, pour des raisons budgétaires).
Depuis août 2022, la piste en dur (02/20) est fermée en raison d'un trou d'environ 60 m3 ; la piste en herbe adjacente (02L/20R) est réduite en largeur — 80 m au lieu de 100 — à partir de la même période, à cause d'un autre trou de près de 10 m3. Le trafic de passage subit conséquemment une baisse de 40 %. Ladite piste en herbe est à son tour fermée fin 2023, ce qui ne laisse à l'aérodrome qu'une courte piste transversale (13/31, également gazonnée) ; des travaux, financés par la communauté de communes Ponthieu-Marquenterre (CCPM), sont effectués — durant l'été 2024 — sur la 02L/20R afin de la rouvrir et permettre aux avions de décoller en toute sécurité, tandis que la piste en dur restera fermée (sa réfection coûterait cinq millions d'euros, mais elle présente l'avantage de ne pas être aussi sensible à la pluie que celles en herbe ; il y a donc le projet de la remettre en état). Par ailleurs, le site connaît trois accidents entre juin et juillet 2024, le dernier provoquant quelques blessures légères aux passagers et l'embrasement de l'appareil impliqué.
En septembre 2024, la balise VOR d'Abbeville — implantée à l'est du terrain — est retirée du service (puis devrait être démantelée). Cette suppression concerne aussi diverses autres balises de ce type, ainsi que l'ensemble des NDB (dans le cadre de la rationalisation des réseaux français de ces aides radio à la navigation).

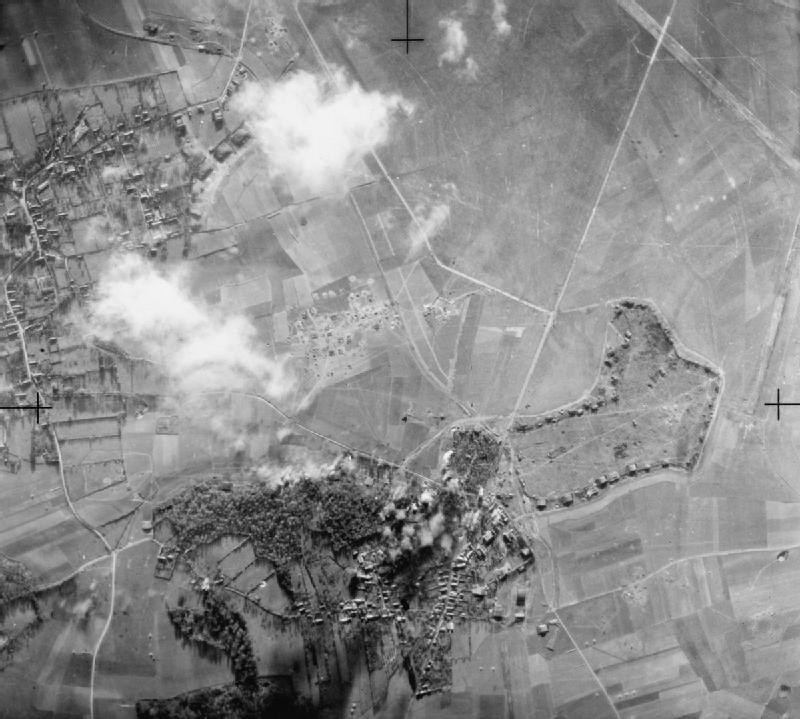
Bombardement aux abords (Le Plessiel) de l'aérodrome, pendant la Seconde Guerre mondiale.
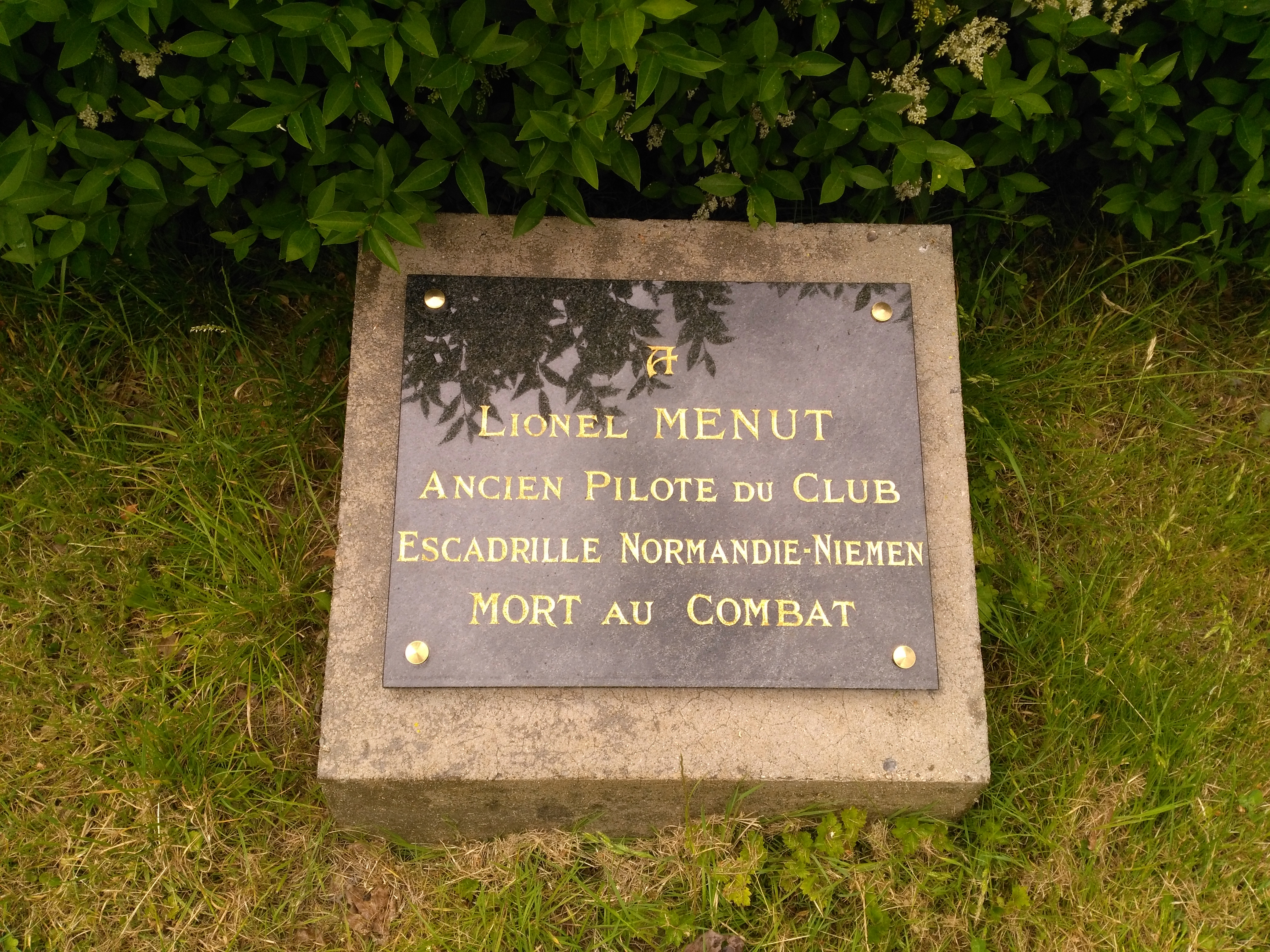
Plaque en l'honneur de Lionel Menut, restaurée en 2024.

## Installations
L'aérodrome dispose de trois pistes :
- une piste bitumée — temporairement fermée — orientée sud – nord (02/20), longue de 1 250 mètres et large de 23 ;
- une piste en herbe orientée sud – nord (02L/20R), longue de 900 mètres et large de 100 ;
- une piste en herbe orientée nord-ouest – sud-est (13/31), longue de 570 mètres et large de 80.

Cet aérodrome n'est pas contrôlé. Les communications s'effectuent en auto-information sur la fréquence 120,060 MHz.
L'avitaillement en carburant (100LL et UL91) est possible.